# Phare de Selkirk
Le phare de Selkirk (en anglais : Selkirk Light Light), est un phare actif situé à l'embouchure de la rivière Salmon , dans le Comté d'Oswego (État de New York).
Il est inscrit au Registre national des lieux historiques depuis le 30 mars 1979 .

## Histoire
Le phare a été mis en service en 1938. La tour porte toujours sa lanterne de type Bird-cage lantern (en). Trésor architectural, il s’agit de l’un des plus anciens phares de ce type du pays, et c’est le plus ancien qui ait survécu sans modification notable.
Ce phare a été désactivé dès 1858. Le commerce était en plein essor au moment de la construction du phare. Deux jetées ont été construites à l'embouchure de la rivière Salmon pour améliorer le port. Un canal a été proposé pour relier la rivière Salmon au lac Oneida et au canal Érié. Malheureusement celui-ci n’a jamais été construit et le phare a perdu de son importance et a été éteint.

### Selkirk Lighthouse Hotel
Le 16 octobre 1895, Léopold Joh, émigré allemand, achète le phare aux enchères du gouvernement américain. Le phare a été utilisé d'abord en tant que résidence privée avant d'être intégré dans un complexe hôtelier développé dès 1899. Il a été vendu à la famille Heckle en 1916 qui doubla la taille de l'hôtel. L’ hôtel et la marina à proximité ont été achetés par la famille Walker en 1987, puis à nouveau par la famille Barnell en 2014. Plusieurs améliorations ont été apportées à l’ensemble de la propriété, notamment des rénovations complètes du phare et des 3 cottages, une nouvelle rampe de mise à l'eau et nouveaux quais flottants à la pointe de la technologie.

### Réactivation
En 1989, une lampe solaire approuvée par les garde-côtes a été installée dans la salle des lanternes. Le 6 août de cette même année, le phare de Selkirk a été réactivé en tant qu'aide à la navigation de classe II, à titre privé.

## Description
Le phare  est une tour octogonale en bois avec une galerie et une lanterne de 10 m de haut, s'élevant d'une maison de gardien en pierre. Il émet, à une hauteur focale de 15 m, un éclat blanc par période de 2 secondes. Sa portée n'est pas connue.
Identifiant : ARLHS : USA-719 ; USCG : 7-2015 .
|                         |
| Le phare (actuellement) |

### Lien connexe
- Liste des phares de l'État de New York